# Ньютон (Північна Кароліна)
Ньютон (англ. Newton) — місто (англ. city) в США, в окрузі Кетоба штату Північна Кароліна. Населення — 13 148 осіб (2020).

## Географія
Ньютон розташований за координатами 35°39′36″ пн. ш. 81°14′4″ зх. д. / 35.66000° пн. ш. 81.23444° зх. д. (35.659911, -81.234330).  За даними Бюро перепису населення США в 2010 році місто мало площу 35,80 км², з яких 35,66 км² — суходіл та 0,13 км² — водойми.

## Демографія
Згідно з переписом 2010 року, у місті мешкало 12 968 осіб у 5105 домогосподарствах у складі 3279 родин. Густота населення становила 362 особи/км².  Було 5695 помешкань (159/км²).
Расовий склад населення:
| - 73,7 % — білих - 13,9 % — чорних або афроамериканців - 3,3 % — азіатів - 0,4 % — корінних американців - 6,2 % — осіб інших рас |

До двох чи більше рас належало 2,6 %. Частка іспаномовних становила 12,9 % від усіх жителів.
За віковим діапазоном населення розподілялося таким чином: 24,2 % — особи молодші 18 років, 59,9 % — особи у віці 18—64 років, 15,9 % — особи у віці 65 років та старші. Медіана віку мешканця становила 38,1 року. На 100 осіб жіночої статі у місті припадало 91,4 чоловіків;  на 100 жінок у віці від 18 років та старших — 88,0 чоловіків також старших 18 років.
Середній дохід на одне домашнє господарство  становив 40 670 доларів США (медіана — 29 928), а середній дохід на одну сім'ю — 50 229 доларів (медіана — 38 683). Медіана доходів становила 32 372 долари для чоловіків та 29 699 доларів для жінок. За межею бідності перебувало 23,8 % осіб, у тому числі 33,4 % дітей у віці до 18 років та 14,2 % осіб у віці 65 років та старших.
Цивільне працевлаштоване населення становило 4709 осіб. Основні галузі зайнятості: освіта, охорона здоров'я та соціальна допомога — 21,3 %, виробництво — 21,1 %, роздрібна торгівля — 13,5 %, науковці, спеціалісти, менеджери — 10,3 %.